# Jordan Guitton
Pour les articles homonymes, voir Guitton.
Jordan Guitton, né le 30 janvier 1995 à Troyes (Aube), est un homme politique français. 
Membre du Rassemblement national, il est élu député dans la 1re circonscription de l'Aube lors élections législatives de 2022. 
Il est également conseiller régional du Grand Est depuis 2021 et conseiller municipal de Troyes depuis 2020.

## Biographie
D'abord admirateur de Nicolas Sarkozy, il prend finalement sa carte au Front national à ses 18 ans, puis devient, en 2016, secrétaire départemental du parti dans l'Aube. Il se déclare influencé par les écrits de Christophe Guilluy et d'Éric Zemmour. 
Il suit des études de droit au centre universitaire de Troyes. 
Conseiller régional du Grand Est et conseiller municipal à Troyes, il est également attaché parlementaire à temps partiel de l'eurodéputé Philippe Olivier, le beau-frère de Marine Le Pen. 
Au premier tour, lors des élections législatives de 2022, il obtient 36,30 % des suffrages puis remporte 53,89 % des voix au second tour face au député sortant Grégory Besson-Moreau (LREM).
Il siège au sein du groupe RN et est membre de la commission des Lois de l'Assemblée nationale.
Il est à nouveau candidat lors des élections législatives anticipées de 2024. Le 30 juin 2024, il est réélu dès le premier tour, avec 53,84 % des voix, devançant le candidat Ensemble, le Nouveau Front populaire et Les Républicains.

## Autres mandats
- Conseiller régional du Grand Est
- Conseiller municipal de Troyes